# Montbonnot-Saint-Martin
Montbonnot-Saint-Martin é uma comuna francesa na região administrativa de Auvérnia-Ródano-Alpes, no departamento de Isère. Estende-se por uma área de 6,38 km². Em 2010 a comuna tinha 5 866 habitantes (densidade: 919,4 hab./km²).